# Acid Survivors Trust International
Acid Survivors Trust International (ASTI) è un'organizzazione internazionale senza scopo di lucro con sede nel Regno Unito che mira a porre fine alla violenza da acido e da bruciature a livello globale. Oltre all'educazione pubblica e alle campagne di sensibilizzazione, ASTI sostiene le organizzazioni in Bangladesh, Cambogia, India, Nepal, Pakistan e Uganda che hanno contribuito a formare. L'organizzazione è stata fondata nel 2002 ed è un ente di beneficenza registrato secondo la legge inglese.

## Impatto
L'organizzazione è stata coinvolta in molte campagne, come quelle per introdurre leggi sull'acido in Cambogia, Pakistan e Bangladesh. L'ASTI è attivamente coinvolta nella gestione del supporto medico per i sopravvissuti: l'ex fiduciario dell'ASTI Dr Ron Hiles OBE, ha eseguito oltre mille operazioni di chirurgia ricostruttiva e formato centinaia di chirurghi che hanno curato migliaia di pazienti. Nel 2016, The Trust Law/Thomson Reuters Foundation selezionato ASTI per un Solicitors Journal Award per aver lavorato in collaborazione con J Sagar Associate, Baker & McKenzie e P&G Asia per lo studio di diritto comparato che ha esaminato le leggi sugli acidi nel Regno Unito, in India, in Cambogia e in Colombia (vedi ricerca).

### Sostenere i sopravvissuti e cambiare gli atteggiamenti
L'impatto dell'ASTI all'estero è stato principalmente incentrato sulla fornitura di aiuto e supporto ai sopravvissuti all'attacco, sfidando le idee sbagliate comuni sulla vittimizzazione. Un esempio di come questi sono stati raggiunti può essere trovato in un programma biennale lanciato da ASTI in collaborazione con i partner locali Burns Violence Survivors Nepal e Acid Survivors Foundation Pakistan nella consegna di un progetto finanziato dal Dipartimento del governo britannico per lo sviluppo internazionale. Il progetto ha portato a:
- 152 sopravvissuti che beneficiano di servizi di supporto medico e psicosociale
- Consapevolezza e sensibilizzazione sulle cause e le conseguenze della violenza con l'acido, la legislazione sulla criminalità con l'acido, le procedure di polizia e la risposta immediata all'attacco con l'acido a 513 leader della comunità
- 151 sopravvissuti beneficiano di assistenza legale
- 54 sopravvissuti accedono alla formazione professionale e al sostegno finanziario
- 6.360 membri della comunità raggiunti attraverso i materiali della campagna o il teatro di strada
- In Pakistan due campagne radiofoniche di successo hanno raggiunto 4.400.000 persone nelle regioni target diffondendo la consapevolezza sulla violenza con l'acido e su come rispondere a un attacco con l'acido.

In un altro progetto biennale, ASTI è stata sostenuta dal Fondo Fiduciario delle Nazioni Unite (UNTF) per lavorare con partner locali in Cambogia , Nepal e Uganda nel sostegno ai sopravvissuti. Il progetto ha contribuito a:
- Una legge e un sub-decreto sull'acido in corso di approvazione in Cambogia.
- L'Uganda National Bureau of Standards produce linee guida per regolamentare l'uso dell'acido.
- In Cambogia, i sistemi sanitari e legali di notifica e rinvio si sono rafforzati in 18 province e hanno aumentato il numero di avvocati e professionisti dell'assistenza legale disposti a sostenere i sopravvissuti nel portare avanti i casi.
- In Cambogia 300 donne in 2 province ricevono informazioni sul supporto legale e medico.

### Violenza contro donne e ragazze (Violence Against Women and Girls, VAWG)
La violenza acida è considerata violenza di genere in molti paesi poiché colpisce le donne in modo sproporzionato. La Convenzione sull'eliminazione di ogni forma di discriminazione della donna (Convention on the Elimination of all forms of Discrimination Against Women, CEDAW) descrive la violenza di genere come "violenza diretta contro una donna perché è tale o che colpisce le donne in modo sproporzionato". Pakistan, India, Bangladesh e Cambogia hanno ratificato questa convenzione, ma sono paesi in cui la violenza con l'acido è prevalentemente perpetrata da uomini contro donne.

### Cambiamento delle leggi
Accanto ai suoi partner locali, ASTI ha svolto un ruolo centrale nella lotta per affrontare le cause profonde della violenza con l'acido, garantire una giustizia adeguata ai sopravvissuti e prevenire ulteriori attacchi. I seguenti sono esempi del lavoro di ASTI nella modifica delle leggi:
- Acid Survivors Foundation Bangladesh, che ha svolto un ruolo chiave nel cambiamento delle politiche in Bangladesh. Il Bangladesh è stato il primo paese ad approvare una legge che vieta la violenza con l'acido, nel 2002.
- Il partner locale dell'organizzazione, la Acid Survivors Foundation Pakistan, ha condotto una dura campagna e ha svolto un ruolo fondamentale nell'aiutare a realizzare l'Acid Control and Acid Crime Prevention Bill nel 2011, che ha contribuito al calo degli attacchi. Un tempo noto per essere il paese con il maggior numero di tali attacchi (496 attacchi registrati nel 2002) e il più alto tasso di incidenti per le donne, da allora ha registrato un drastico calo (circa 70 attacchi registrati nel 2012) nella frequenza delle aggressioni con acido.
- L'ASTI ha sostenuto il lavoro dell'Ente di beneficenza per i sopravvissuti all'acido cambogiano (CASC) nell'attuazione della riforma giuridica. La Cambogia ha anche adottato la legge sull'acido per criminalizzare e penalizzare i colpevoli. Un anno dopo la sua approvazione nel 2012, il paese ha anche approvato i regolamenti che disciplinano la vendita e l'uso dell'acido concentrato.
- Con oltre 100 vittime di attacchi all'anno, la Colombia ha rafforzato il proprio quadro legislativo e nel gennaio 2016 ha promulgato una legge per imporre condanne da 12 a 50 anni di carcere agli autori di attacchi con l'acido. La legge prende il nome dalla sopravvissuta all'attacco con l'acido Natalia Ponce de Leon che è stata attaccata nel 2014 e da allora ha fatto una campagna per leggi più severe sulla violenza con l'acido.
- Il governo colombiano ha anche chiesto informazioni all'ASTI sulla lotta alla violenza con l'acido. Su invito del governo colombiano, il direttore esecutivo di ASTI ha visitato la Colombia in due occasioni (2014 e 2015) per fornire consulenza di esperti.
- A seguito del forte aumento della violenza con l'acido nel Regno Unito, l'organizzazione è stata contattata dai funzionari del Ministero degli Interni britannici, dal ministro degli Interni ombra e da parlamentari trasversali in cerca di consigli su come affrontare l'ondata di attacchi con l'acido. Di conseguenza, hanno fornito briefing sulla politica e un memorandum legale dettagliato sulle lacune nelle leggi vigenti. Di conseguenza, Amber Rudd ha annunciato che il Ministero degli Interni vieterà la vendita della maggior parte delle sostanze corrosive ai minori di 18 anni e stabilirà una pena minima di sei mesi per chiunque venga sorpreso per la seconda volta a portare acido senza una buona ragione.

## Copertura mediatica
L'organizzazione è spesso chiamata per un commento di esperti ogni volta che un attacco con l'acido viene riportato dai media. ASTI ha presentato e fornito materiale per la copertura della violenza con l'acido nei media tra cui BBC, ITV, Channel 4, CNN, The Independent, The Guardian e The New York Times.

## Patrono
- Anna, principessa reale d'Inghilterra

## Fiduciari
- Fiona Horlick
- Ajay Gulati
- Shampa Nath
- Adam Atashzai